# ورزشگاه دکتر کنستانتین رادولسکو
ورزشگاه دکتر کنستانتین رادولسکو (انگلیسی: Stadionul Dr. Constantin Rădulescu) یک ورزشگاه فوتبال در کلوژ-نپوکا در رومانی می‌باشد. این ورزشگاه در سال ۱۹۷۳ افتتاح شده‌است و ظرفیت آن ۲۳٬۵۰۰ نفر است. بازی‌های خانگی باشگاه فوتبال سی‌اف‌آر کلوژ در این ورزشگاه برگزار می‌شود. این ورزشگاه به نام کنستانتین رادولسکو، بازیکن و مربی و پزشک سابق باشگاه کلوژ شناخته‌شده‌است.

## نگارخانه

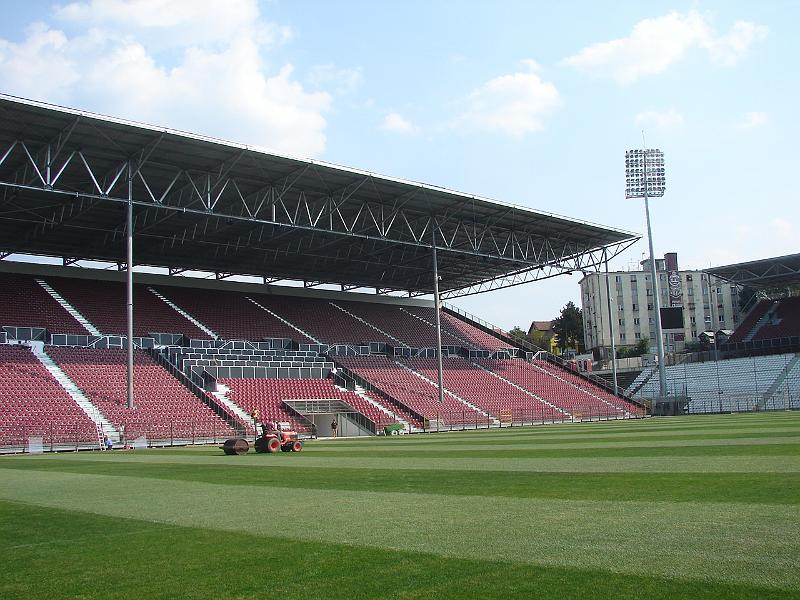
نمای بخش دوم زمین
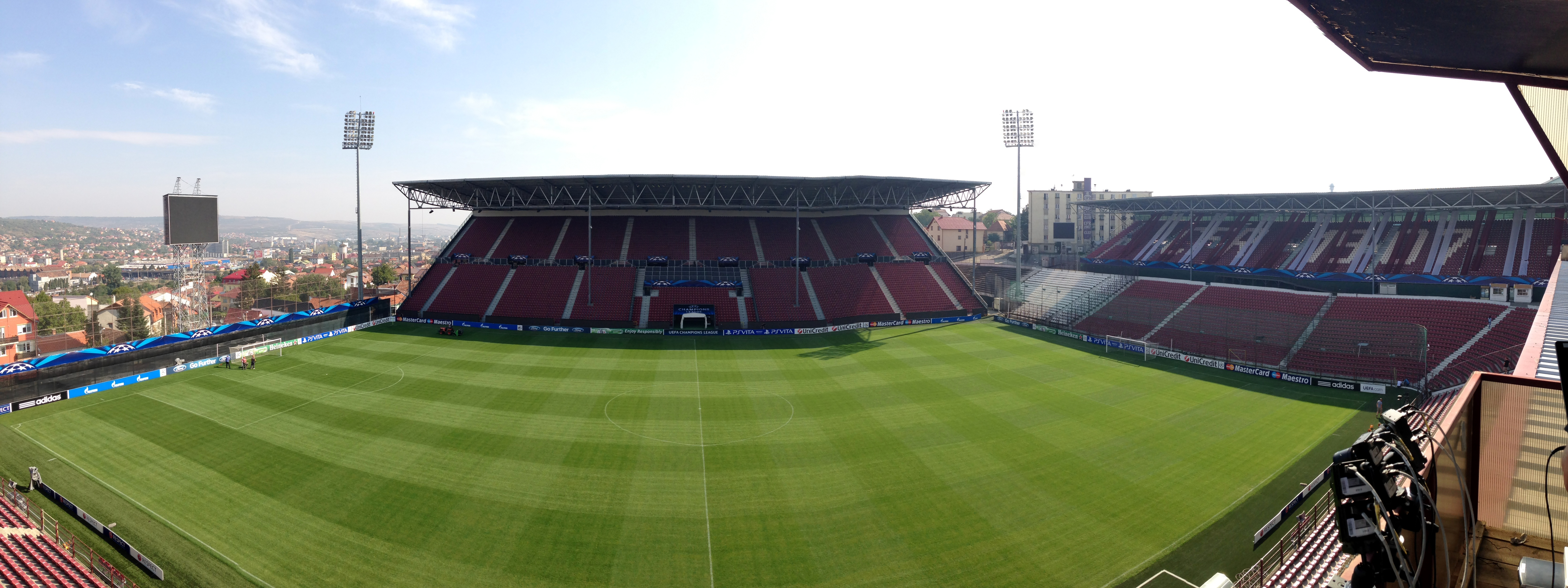
نمای بخش دوم از زاویه بخش اول
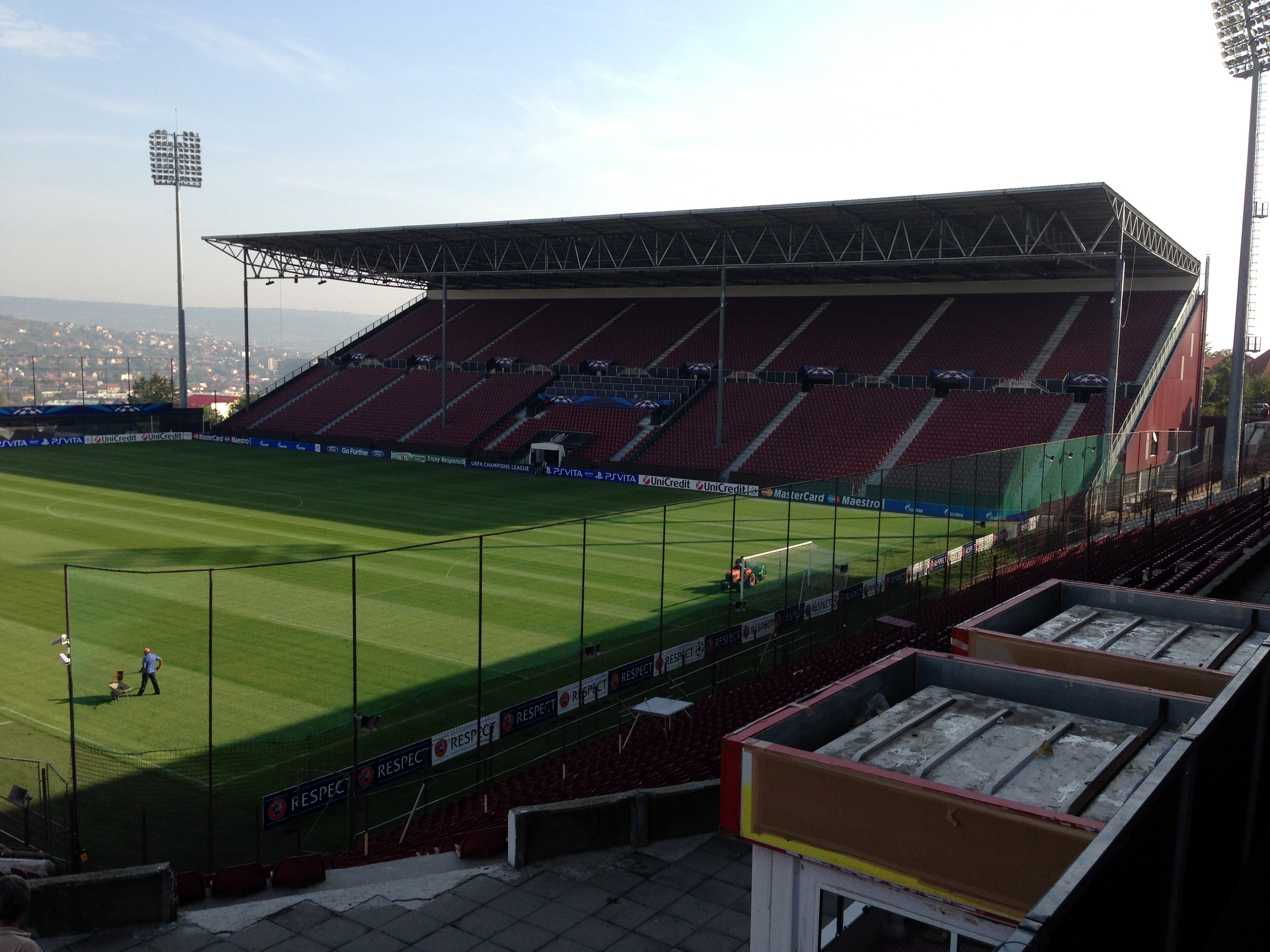
نماس بخش دوم از بالا